# Бентон, Томас Харт
То́мас Харт Бе́нтон (англ. Thomas Hart Benton; 15 апреля 1889, Неошо, Миссури — 19 января 1975, Канзас-Сити, Миссури) — американский художник. Наряду с Джоном Стюартом Кэрри и Грантом Вудом — один из главных представителей американского риджионализма и мурализма.

## Жизнь и творчество
Томас Бентон родился в состоятельной семье депутата палаты представителей США и адвоката, дед его был сенатором США (также Томас Харт Бентон). Детство будущего художника проходило как в Миссури, так и в столице страны Вашингтоне.
Вопреки планам отца, надеявшегося на политическую карьеру для сына, Бентон выбрал живопись. Мать поддерживала его финансово и морально, чтобы он мог заниматься искусством. Уже юношей он сотрудничал с местной газетой Joplin American (Миссури), рисуя для неё карикатуры и комиксы. В 1907 году Бентон поступил в чикагский Институт искусств, а в 1909 году уехал в Париж, где учился в Академии Жюлиана. В Париже Бентон познакомился с некоторыми американскими и мексиканскими художниками, среди которых были Диего Ривера и Стентон Макдональд-Райт, представитель синхромизма в живописи. Под влиянием Райта в произведениях Бентона также чувствуются элементы синхромизма.
После учёбы в Европе, Бентон в 1912 году вернулся в Нью-Йорк.
Во время Первой мировой войны он служил в ВМС США и был направлен в Норфолк, штат Виргиния. Здесь занимался созданием ослепляющего (защитного) камуфляжа для американских кораблей.
После окончания войны преподавал в школе Лига студентов-художников Нью-Йорка. Среди его учеников в конце 1920-х — начале 1930-х годов был Джексон Поллок.
В 1922 году его женой становится итальянская иммигрантка Рита Пьяченцу, с которой он прожил почти 53 года. Рита умерла через два с половиной месяца после смерти мужа.
В 1932 году происходит качественный скачок, который принес Бентону славу в ближайшие годы. К выставке «Век прогресса» в Чикаго в 1933 году ему было поручено создать настенные росписи, которые представляли бы штат Индиана. Однако работа Бентона вызывала ряд споров. Он изображает не только обычных или известных людей штата, но и представителей Ку-клукс-клана.
24 декабря 1934 года Бентон попадает на одну из первых цветных обложек журнала «Тайм». Публикуется статья, где он вместе с Грантом Вудом и Джоном Стюартом Карри представлены новыми героями американского искусства, а регионализм описан как значительное художественное движение.
В 1935 году Бентону было поручено создать серию фресок для Капитолия штата Миссури в Джефферсон-Сити. Фрески под названием «Социальная история Миссури» представляют собой 13 панелей со сценами основания и истории штата Миссури. Он поселился в Канзас-сити, заняв должность преподавателя в Художественном институте.
В конце 80-х Кен Бернс снял о Томасе Бентоне документальный фильм.

## Труды
На своих полотнах Томас Бентон показывал сцены из повседневной жизни простых американцев, зачастую из родного ему Среднего Запада. Особенно ярки и удачны картины сельской жизни, изображающей будни доиндустриальной эпохи. Его работы часто отображают меланхолию, отчаяние и красоту жизни маленького города. В конце 1930-х годов он создал некоторые из своих самых известных работ, в том числе аллегорическую обнаженную Персефону. Иллюстрировал романы Марка Твена и Джона Стейнбека.

Некоторые работы
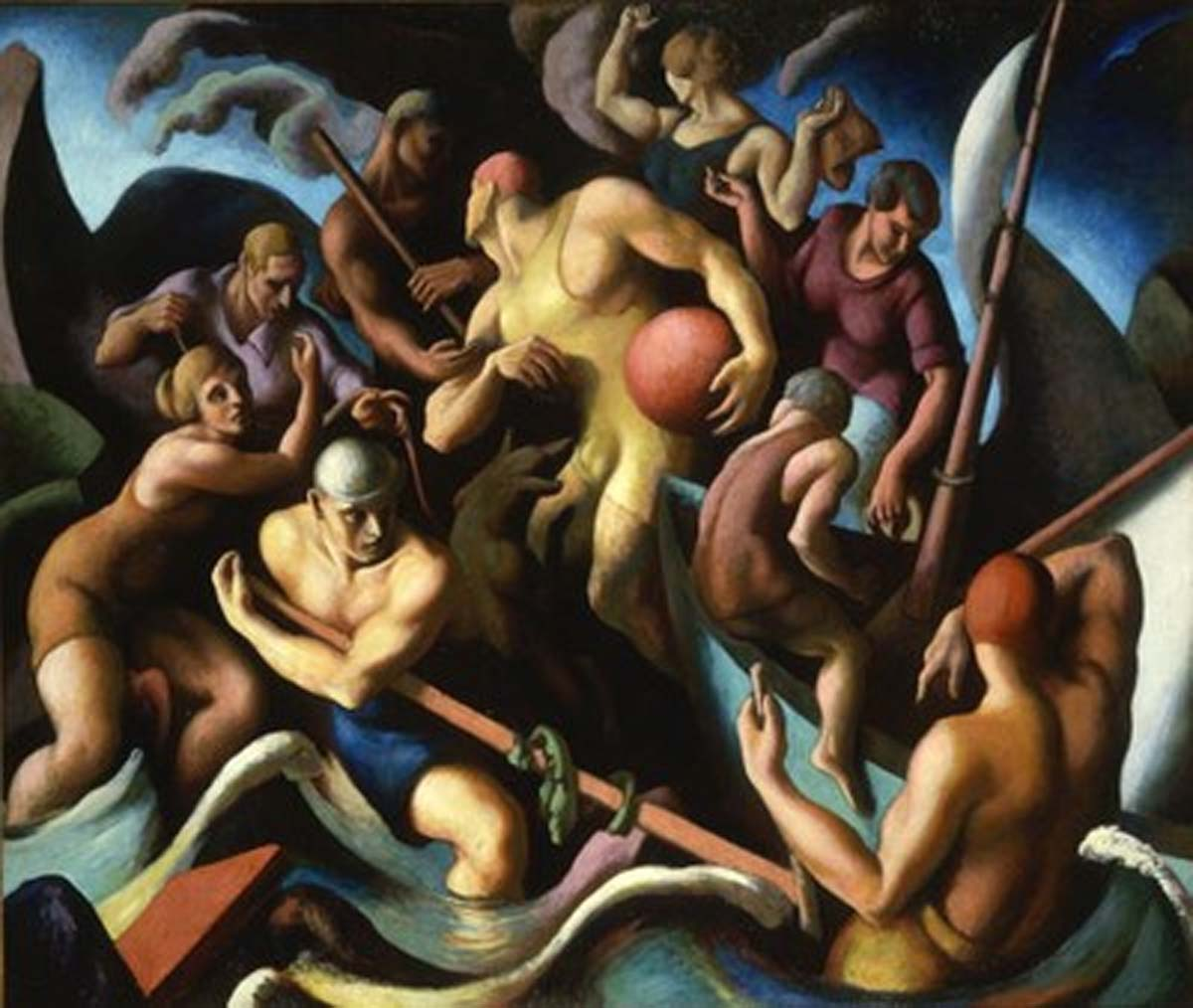
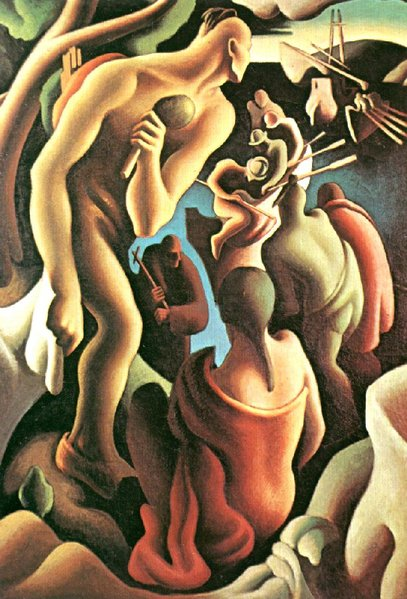
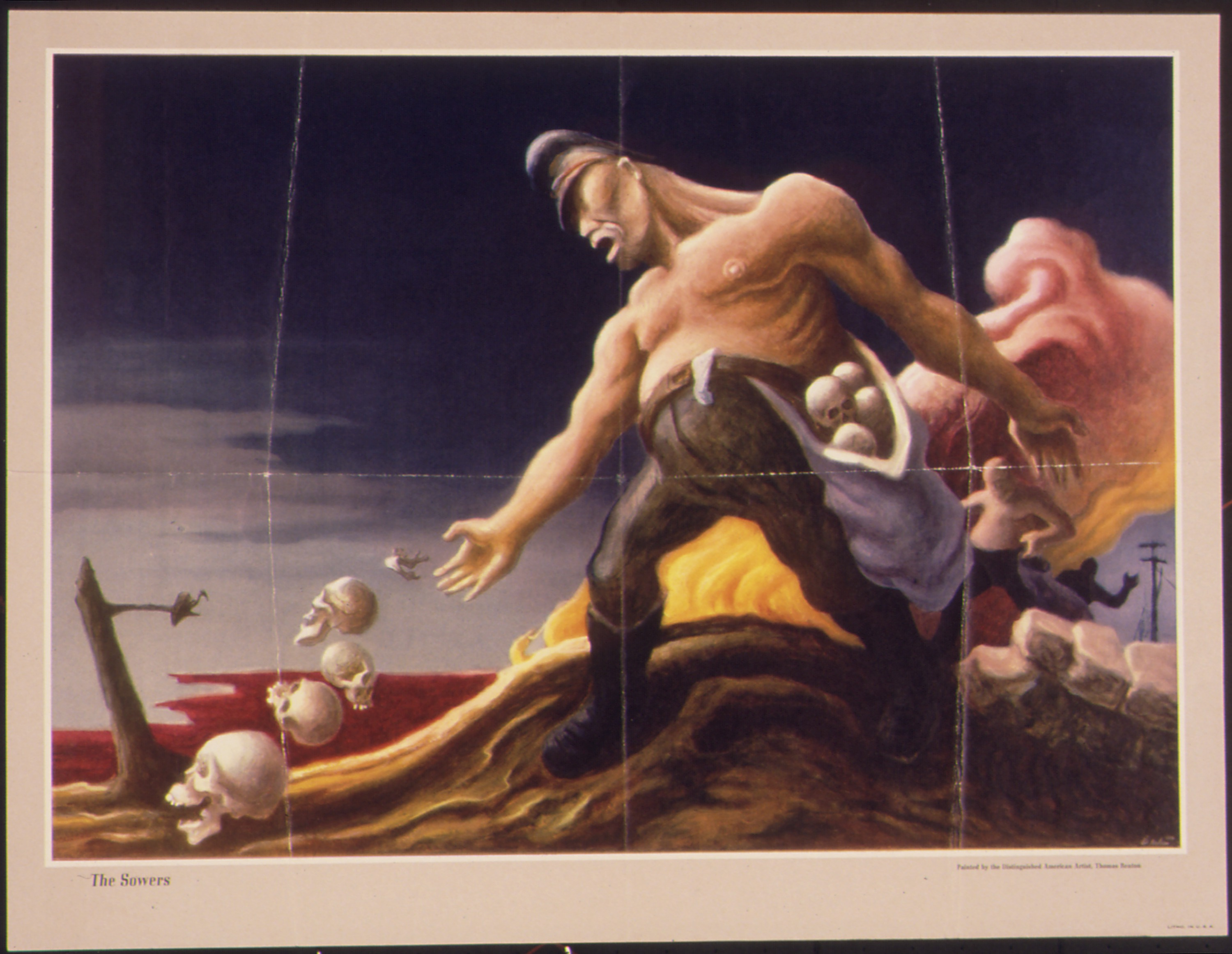
Персефона (картина)